# Бі Кунь
Бі Кунь (кит.: 毕焜, нар. 12 листопада 1995) — китайський яхтсмен, бронзовий призер Олімпійських ігор 2020 року.

## Виступи на Олімпіадах
| Олімпіада  | Дисципліна  | Місце |
| ---------- | ----------- | ----- |
| Токіо 2020 | віндсерфінг | 3     |

## Зовнішні посилання
- Бі Кунь [Архівовано 6 серпня 2021 у Wayback Machine.] на сайті World Sailing

1. ↑  https://web.archive.org/web/20211010160436/https://olympics.com/tokyo-2020/olympic-games/en/results/all-sports/noc-schedule-china.htm